# スタッド・ドゥ・ラ・モッソン
スタッド・ドゥ・ラ・モッソン（Stade de la Mosson）は、フランス・エロー県モンペリエにあるサッカー、ラグビー兼用スタジアム。モンペリエHSCのホームスタジアムである。収容人数は20,484人。

## 開催された主な大会
- 1998 FIFAワールドカップ

| 日付          | ホームチーム | 結果 | アウェーチーム | ラウンド  |
| ------------- | ------------ | ---- | -------------- | --------- |
| 1998年6月10日 | モロッコ     | 2-2  | ノルウェー     | グループA |
| 1998年6月12日 | パラグアイ   | 0-0  | ブルガリア     | グループD |
| 1998年6月17日 | イタリア     | 3-0  | カメルーン     | グループB |
| 1998年6月22日 | コロンビア   | 1-0  | チュニジア     | グループG |
| 1998年6月25日 | ドイツ       | 2-0  | イラン         | グループF |
| 1998年6月29日 | ドイツ       | 2-1  | メキシコ       | ベスト16  |

- ラグビーワールドカップ2007
- 2019 FIFA女子ワールドカップ